# Pont Orlop

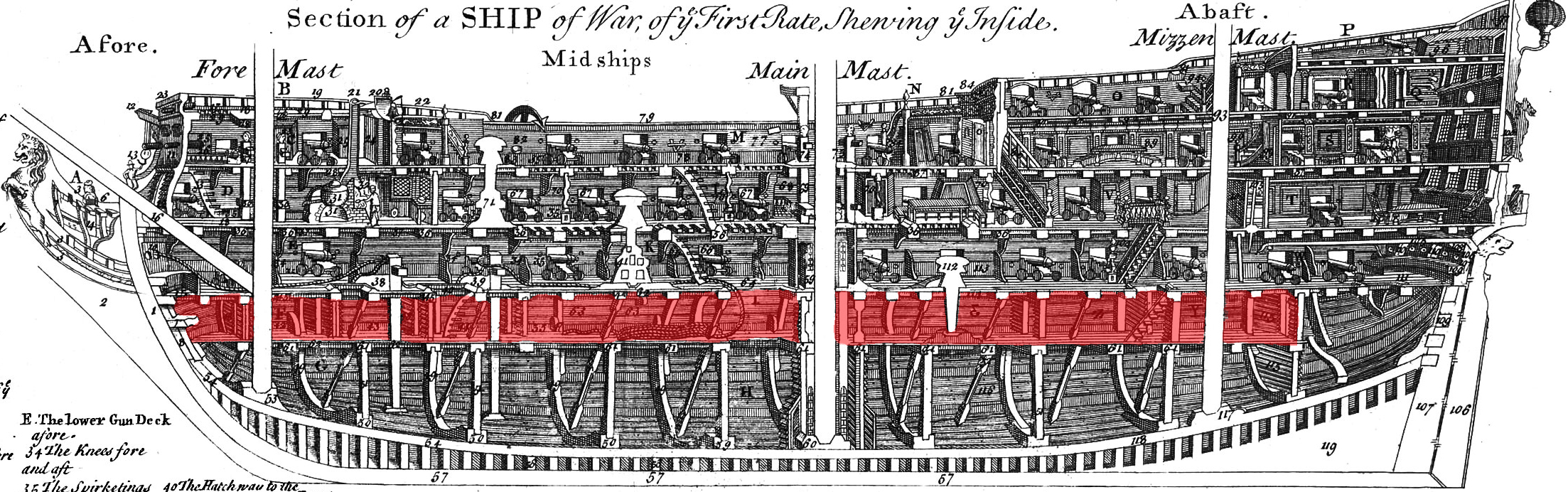
Coupe longitudinale d'un navire du XVIIIe siècle. En rouge la position du pont Orlop

L'orlop est le pont le plus bas d'un navire dont la majeure partie est située en dessous de la ligne de flottaison. Sur les anciens navires c'était le pont où les câbles et les cordages étaient entreposés et où les blessés de guerre étaient soignés. Il servait également de lieux de repos à l'équipage.  
Le terme est actuellement utilisé pour qualifier le pont le plus bas d'un navire moderne qui comporte au minimum 3 ponts.

## Étymologie
Le mot orlop est apparu à la fin du Moyen Âge et est dérivé du néerlandais "overloop" du verbe  "Overlopen" signifiant "déborder".

## Utilisation

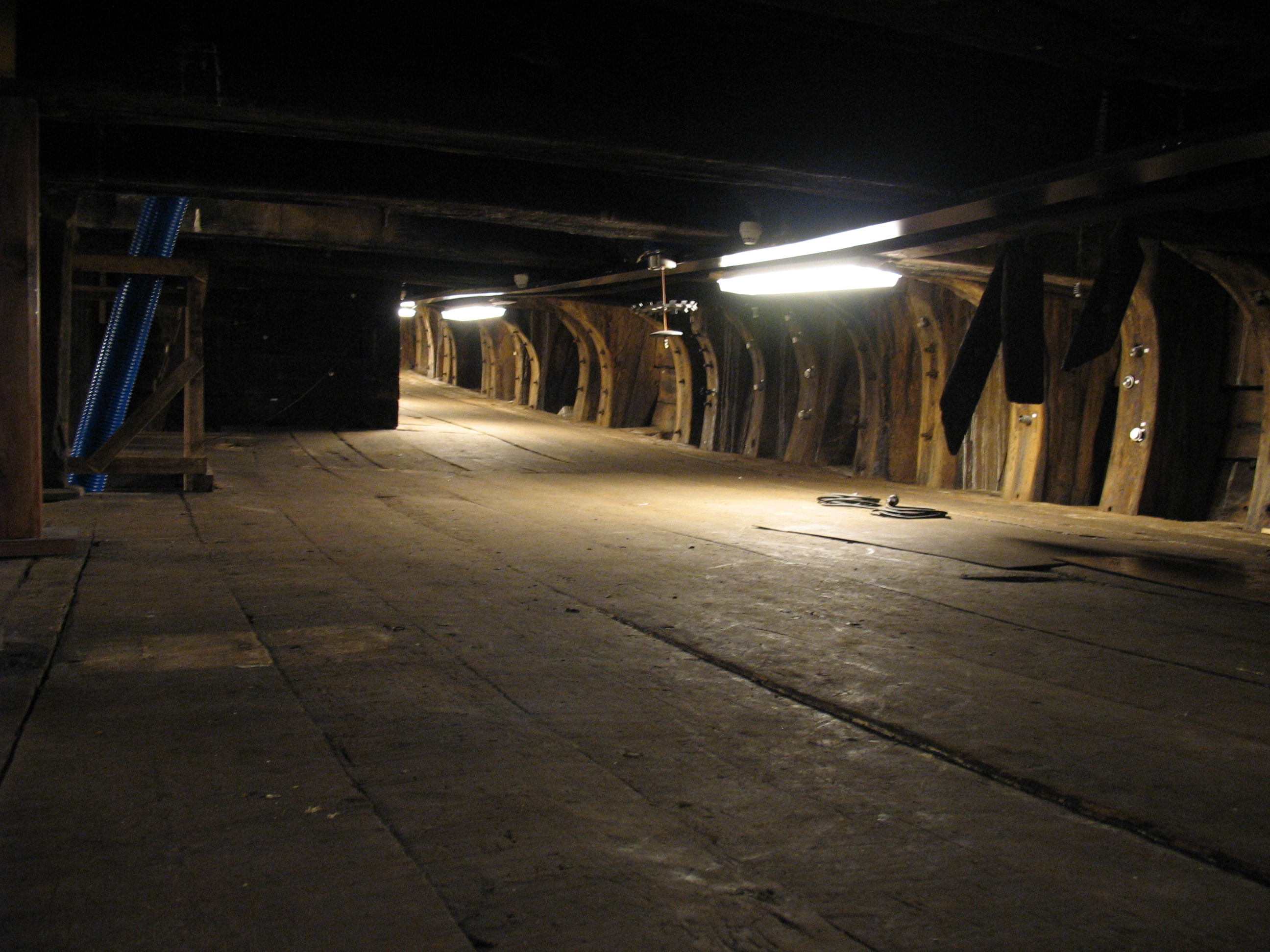
Pont orlop du navire Suédois Vasa (XVIIe siècle)

Du fait de sa position en dessous de la ligne d'eau, ce pont jouit d'une certaine protection durant les combats, ce qui le rend très attractif pour stocker divers matériaux. La partie arrière était constituée de compartiments verrouillés dont l'accès était restreint pour l'équipage (par exemple stock d'armes et munitions). Le chirurgien avait aussi cet espace a disposition pour opérer les blessés et stocker ses articles médicaux (médicaments, instruments).
Les blessés étaient également transférés dans le pont orlop durant les combats car celui-ci était à l'abri des feux ennemis.
La partie avant était utilisée pour stocker des fournitures importantes pour le navire, telles que les poulies  et divers types de cordages. Et juste derrière cette partie se trouvait le cachot destiné à enfermer les prisonniers.

## De nos jours
Dans le jargon maritime, le mot orlop est désormais utilisé pour designer le pont le plus bas sur un bateau qui présente plus de trois ponts. 